# 17 cm mittlerer Minenwerfer
Il 17 cm mittlerer Minenwerfer (letteralmente "Lanciamine medio da 17 cm") è stato una bombarda o "lanciamine" impiegata nella prima guerra mondiale dall'esercito imperiale tedesco.

## Impiego
Adatti alla guerra di trincea anche per la loro mobilità, vennero distribuiti sin dal 1916 a una compagnia per ogni divisione di fanteria, mentre alle divisioni che operavano in montagna venivano assegnata di volta in volta una compagnia su 1 sezione di 4 MW medi. Come gli altri MW, erano considerati artiglierie d'attacco e dipendevano dagli ufficiali dell'Ika (l'artiglieria per la lotta contro la fanteria), quindi dal comando di divisione. Principalmente «completavano e sostituivano l'azione dell'artiglieria» disturbando e danneggiando l'avversario, bombardandone i lavori difensivi, preparando l'assalto e respingendo quello avversario tramite tiri di disturbo (tra cui quelli a gas), di annientamento e di sbarramento.

## Caratteristiche tecniche
Semplici e pratici, i MW medi erano bombarde a deformazione, ad anima rigata. Grazie alla piattaforma-affusto, il loro settore orizzontale di tiro raggiungeva i 360° gradi. Come da denominazione, il mMW aveva un calibro di 170 mm, poteva sparare proiettili esplosivi da 49,5 kg e bombe a gas da 42 kg (con, rispettivamente, 12 kg di carica di scoppio e 10-11 kg di carica di gas) con una celerità di tiro, per i proiettili esplosivi, di 30-35 colpi all'ora e 40-45 copi all'ora per i proiettili a gas. La gittata per le bombe esplosive variava da un minimo di 150 metri a un massimo di 900 metri, invece per le bombe a gas si poteva passare da una gittata minima di 300 metri a una massima di 1000 metri. Il peso in batteria era di 482 kg e gli uomini necessari al trasporto erano 17.